# Ischnocerini
Ischnocerini es una tribu de coleópteros polífagos de la familia Anthribidae. Contiene un solo género Ischnocerus:

## Especies seleccionadas
- Ischnocerus abdominalis
- Ischnocerus angulata	Martin 1930
- Ischnocerus arizonicus	Sleeper 1954
- Ischnocerus bicinctus	Walker 1874
- Ischnocerus championi
- Ischnocerus consors
- Ischnocerus fasciculatus	Boheman in C. J. Schoenherr 1845